# Carcaixent
Carcaixent, en valencien et officiellement, (Carcagente en castillan), est une commune de la province de Valence, dans la Communauté valencienne, en Espagne. Elle est située dans la comarque de la Ribera Alta et dans la zone à prédominance linguistique valencienne. Sa population s'élevait à 20 590 habitants en 2013.

## Géographie

Localisation de Carcaixent
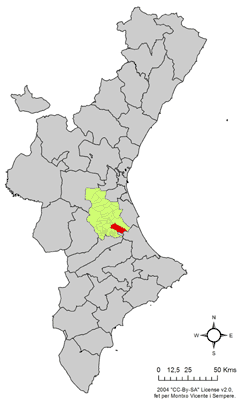
dans la Communauté valencienne.
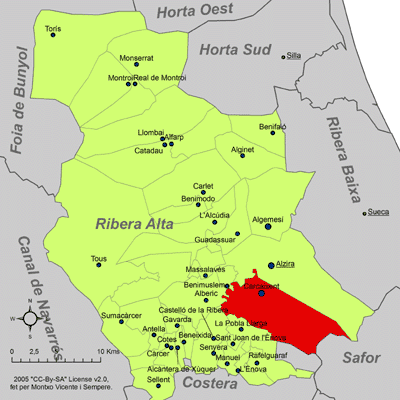
dans la comarque de la Ribera Alta.

### Localités limitrophes
Le territoire municipal de Carcaixent est voisin de celui des communes suivantes :
Alberic, Alzira, Benifairó de la Valldigna, Benimuslem, Xàtiva, La Pobla Llarga, Rafelguaraf, Simat de la Valldigna et Villanueva de Castellón, toutes situées dans la province de Valence.

## Démographie
Carcaixent a 21 753 habitants (2006). D'après ce dernier recensement, 7,35 % de sa population est de nationalité étrangère.
| 9255 | 12503 | 12262 | 13520 | 13834 | 15393 | 17846 | 17216 | 17937 | 18971 | 22164 | 20062 | 20609 | 21299 | 21753 |  |

## Administration
Liste des maires, depuis les premières élections démocratiques.
| Législature | Nom du Maire                                                | Parti politique                   |
| ----------- | ----------------------------------------------------------- | --------------------------------- |
| 1979-1983   | Vicente E. Pla Noguera                                      | PSPV-PSOE                         |
| 1983-1987   | Vicente E. Pla Noguera                                      | PSPV-PSOE                         |
| 1987-1991   | Vicente E. Pla Noguera(Démission)/José Noguera Donet        | PSPV-PSOE                         |
| 1991-1995   | Pascual Vernich Talens/Rafael Navarro F.(Motion de censure) | PSPV-PSOE et UV (Unió Valenciana) |
| 1995-1999   | Rafael Navarro Ferrer                                       | UV                                |
| 1999-2003   | Maria Dolores Botella Arbona                                | PP                                |
| 2003-2007   | Maria Dolores Botella Arbona                                | PP                                |
| 2007-2011   | Maria Dolores Botella Arbona                                | PP                                |
| 2011-2015   | Maria Dolores Botella Arbona                                | PP                                |
| 2015-       | Francesc Salom Salomn                                       | Coalition Compromís               |

## Économie
L'agriculture était l'activité la plus importante jusqu'à une période récente, basée sur la monoculture et le commerce de l'orange (depuis le XVIIIe siècle). Mais à partir des années 1960, une grande crise se produisit et l'agriculture entra dans une période de récession. On peut dire que Carcaixent se trouve actuellement dans une phase de transformation.
En ce qui concerne l'industrie, ce secteur secondaire est majoritairement consacré à la transformation des agrumes. Il existe également une industrie textile, de fabrication de mobilier, etc.

## Patrimoine
- Monastère d'Aigües Vives
- Route des Monastères de Valence

## Personnalités liées à la commune
- Joaquim Olaso Piera (1901-1954), républicain espagnol et résistant, déporté à Mauthausen[4].

### Sources
- (es) Cet article est partiellement ou en totalité issu de l’article de Wikipédia en espagnol intitulé « Carcagente » (voir la liste des auteurs).
- (es) Varaciones de los municipios de España desde 1842, Ministerio de administraciones públicas, octobre 2008, 364 p. (lire en ligne) [PDF]